# Mecaster
Mecaster is een geslacht van uitgestorven zee-egels uit de familie Hemiasteridae.

## Soorten
- Mecaster fourneli Deshayes, 1847 † Turonien tot Maastrichtien, Brazilië, Noord- en West-Afrika.
- Mecaster africanus (Coquand, 1862) † Turonien, Algerije en Brazilië.
- Mecaster longus Cotteau & Gauthier, 1895 † Senonien, Iran.
- Mecaster mutabilis (Lambert, 1933) † Turonien, Madagaskar en India.
- Mecaster obliquetruncatus Peron & Gauthier, 1880 † Turonien, Algerije.
- Mecaster texanus (Roemer, 1849) † Santonien-Campanien, Noord-en Midden-Amerika.
- Mecaster batnensis (Coquand, 1862) † Cenomanien-Turonien, Brazilië, Noord-Afrika, Texas.
- Mecaster scutigera (Forbes, 1850) † Cenomanien, Portugal.
- Mecaster victoris (Lambert, 1932) † Campanien-Maastrichtien, Algerije, Oman, Turkije.
- Mecaster cubicus Desor, 1847 † Cenomanien, het Midden-Oosten.
- Mecaster arnonensis Neumann, 1999 † Santonien, Jordanië.